# إدمون جابيس
إدمون جابيس Edmond Jabès (و. 1912 - 2 يناير 1991) شاعر وكاتب فرنسي من أصل مصري. وُلد ونشأ في القاهرة لعائلة تنتمي إلى الشريحة البرجوازية المصرفية اليهودية، لكنه ترك مصر عام 1957 مهاجراً إلى فرنسا إثر تأميم المصرف الذي كانت تمتلكه العائلة، وبسبب الأوضاع التي أحاقت بالأقلية اليهودية نتيجة مشاركة إسرائيل في العدوان الثلاثي على مصر. كان جابيس في مرحلته المصرية وطنياً ليبرالياً يجد في المجتمع الأوربي مثالاً لتطوّر المجتمع المصري. وأسَّس مجلة باللغتين الفرنسية والعربية عبّر فيها عن ميوله السياسية. كما أسَّس جمعية ثقافية اجتماعية باسم «الصداقات الفرنسية» قامت بدعوة كبار الكتاب الفرنسيين مثل: أندريه جيد André Gide، روجيه كايوا Roger Caillois، هنري ميشو Henri Michaux، إلى زيارة مصر.
قدَّم جابيس عام 1948 منحة مالية ضخمة للجيش المصري المشارك في حرب فلسطين. وفي عام 1955 استلم منصب نائب رئيس سوق مال (بورصة) القاهرة. ويُعدُّ أهم الأدباء المصريين اليهود الذين شكَّلوا التيَّار الوطني ضمن طائفتهم ضد التيار الصهيوني الداعي للهجرة إلى إسرائيل. وبقي حتى وفاته معروفاً بمواقفه المعارضة للصهيونية.

## النشأة
ولد ادموند جابيس في 16 أبريل عام 1912 لأسرة يهودية آتية إلي مصر من شمال البلقان والتي استوطنت حارة اليهود ثم الموسكي ثم قصر الدوبارة (جاردن سيتي حاليا)، والحقيقة أن اسم عائلته ليس غربيا كما يتخيل البعض فهو الكتابة الغربية لكلمة «يعبس» وهو اسم عبراني وعربي معناه «يقطب حاجبيه» لكن كتابة الاسم بالحروف اللاتينية استدعت نطقه بهذه الطريقة «جابيس». وكانت أسرته قد حصلت علي الجنسية الإيطالية كما كانت تفعل الأسر الشامية واليهودية للحصول علي امتيازات خاصة بالأجانب وكانت الأسرة تملك مصرفا كبيرا يخدم قطاع البنوك فيه هذا الوقت ودرس جابيس في «كوليج دي سان باتيست» وهي مدرسة الفرير الفرنسية بباب اللوق ثم في مدرسة الإرسالية الفرنسية «الليسية»، ثم يذهب ليدرس الآداب في باريس عام 1929 وينشيء بمساعدة أخوه هنري في باريس مجلة تتابع النشاط الثقافي المصري كما يعلن رفضه لفكرة إنشاء وطن لليهود ويعتبر نفسه من القوميين المصريين وسوف يثبت التاريخ أنه كان محقا حيث يظل مخلصا لهذه الفكرة حتي وفاته.

## بداية الحياة الأدبية
ويحدث التحول الكبير له قبل مغادرة باريس حيث ينشر أول ديوان له في باريس عن دار أوجين فيجير واسمه «أوهام عاطفية» ويتبع هذا الديوان بديوانين آخرين حين عودته للقاهرة واحد باسم «أنتظرك» والآخر باسم «إلي أمي».
وبمجرد أن يعود إلي مصر يمارس نشاطه الثقافي بشكل واسع حيث يقابل في القاهرة الشاعر الإيطالي الكبير جان موسكاتيللي ويقرر بإيعاز من موسكاتيللي الانضمام الي أنشطة تحارب الفاشية وكان من الممكن أن ينجرف جابيس في هذه الفترة إلي العمل السياسي لكنه ظل علي إخلاصه للشعر بالرغم من نشاطه السياسي الواضح كما أن هذا لم يمنعه من الانضمام إلي أكبر وأهم منظمة نشأت في القرن العشرين لمحاربة الصهيونية والتنديد بها وفيها تعرف علي المحامي اليهودي الشهير ليون كاسترو والذي يعزي إليه تأسيس أول حزب شيوعي بمصر بل والشرق الأوسط قاطبة.
وفي هذه الفترة أيضا يكتب جابيس مجموعة قصائد فانتازية بعنوان» علي غير هدي«والذي قدم له صديقه الأديب العالمي ماكس جاك وفي عام 1935 يشارك جابيس في مؤتمر موناكو كأديب مصري معاصر «كما يحب أن يقدم نفسه دائما».

## الخروج من مصر
وبعد إقامة دولة إسرائيل عام 1948 لم تستطع موجات العنف التي نشبت ضد اليهودلم تستطع هذه الأحداث أن تجعل جابيس يفكر ولو للحظة في ترتيب أمور خروجه من مصر على الرغم من أن عدداً ليس بالقليل من اليهود غادروا مصر في هذه الفترة خوفا من ازدياد موجات العنف ويصدر في هذه الفترة عمله العظيم» ثلاث فتيات من حينا«.
لكن علي العكس ينتظم جابيس في نشاطه الثقافي المصري العالمي وتواجد باستمرار في المناخ الثقافي فيشترك مع الفنان المصري جورج حنين في جماعة السوريالية الشهيرة.
بعد قيام الثورة يصبح جابيس أكثر اتساقا مع عالمه الفكري كما أن الحكومة الجديدة تستفيد من خبراته فتسند إليه وظيفة مستشار في بورصة النقد كما تقوم مكتبة جمعية الصداقة الفرنسية بنشر أول مجلد يجمع أعمال جابيس.
وفي عام 1952 أيضا تمنح الحكومة الفرنسية وسام الشرف لأدموند جابيس كأديب ومثقف مصري كبير وفي العام الذي يلية يموت أعز صديق في الحقل الأدبي لجابيس وهو الشاعر الفرنسي بول إيلوار فيكون هو صاحب الكلمة في حفل تأبينه ويقوم بإلقاء عدة محاضرات عنه في الكولاج دي فرانس وينتهز أيضا هذه الفرصة فيقدم مجموعة من المحاضرات عن شاعر فرنسا الكبير أرتور ريمبو والشاعر الفرنسي هنري ميشو.
وبعد أن يخوض تجربة تأسيس دار للنشر وينشر أعمال جرينية وبونور يقدم كتابه الشهير» قشرة العالم«لكن تأتي الرياح بما لا تشتهي السفن حيث تتسبب أزمة قناة السويس وحرب 1956 في قطع العلاقات الفرنسية - المصرية من هنا تتوقف كل الأنشطة الثقافية الفرنسية في مصر وليس ذلك وحسب بل يفارق معظم أصدقاء جابيس في الحقل الثقافي الحياة مثل كاسترو وستافرينوس وغيرهم مما يصبح من الصعب عليه الاستمرار في نشاطه الثقافي في القاهرة كما ينظر الي اليهود في هذه الفترة بعين الريبة كما أسلفنا مما يجعله يغادر مصر نهائيا الي باريس عام 1957 وهناك يكمل مسيرته الثقافية حتي يتوفي عام 1991.

## انتماؤه
يعترف جابيس، الذي سمي السوريالي الشرقي، بغربته الفرنسية قائلاً: «انتمائي إلى بودلير ومالارمه والسرياليين في القاهرة كان مرجعي أكثر من أي أمر آخر. في باريس ارتفعت مصر وصحراؤها وايقاع الحياة فيها فجأة كجدار بيني وبين هؤلاء الشعراء». وبعدما حصل على الجنسية الفرنسية عام 1967 غاب ادمون جابيس مصرياً وعربياً ولم يذكر اسمه الا نادراً في سياق الكلام عن السورياليين المصريين وعن الشاعر جورج حنين الذي كان صديقه، وقد أسسا معاً المجلة الشهيرة «حصة الرمل» التي استقطبت أقلام المصريين الفرنكوفونيين وبعض الفرنسيين. أما في فرنسا فلمع اسمه وتوالى نشر أعماله الشعرية والنثرية وترجمت نصوص كثيرة له إلى لغات عدة. إلا أن منفاه الباريسي لم يكن «نعيماً» بل قاسى فيه الفقر والانقطاع واضطر إلى العمل العادي ليوفّر لقمة العيش.
الكتاب الأول الذي أصدره في منفاه الباريسي كان «أشيّد منزلي» (1959) وبدا عنوانه ذا دلالة بيّنة. فالشاعر الذي بات مقتلعاً وتائهاً بلا وطن يحلم بالعودة إليه، راح يبني «بيته» الجديد بالكلمات، جاعلاً سكناه داخل اللغة، بحسب مقولة الفيلسوف الألماني هيدغر. وهذا «البيت» سيصبح لاحقاً «الكتاب» نفسه الذي أمضى جابيس حياته يكتبه باحثاً عنه. وقد أخذ عن الشاعر الفرنسي مالارمه فكرة أنّ العالم وجد ليفضي إلى كتاب. لكنه سعى إلى «رؤية» أو لمس هذا الكتاب «اللانهائي» الذي يضم كل الكتب، أو إلى «إنجازه» من غير ان يوقن أنه حقق هذا الإنجاز. ولم يتوان جابيس عن تسمية كتب كثيرة له أو عنونتها بـ «الكتاب». وبعض الكتب توزّعت في أجزاء تحت عنوان واحد. ومن هذه «الكتب»: كتاب الأسئلة، كتاب التشابهات، كتاب الهوامش، كتاب التخوم، كتاب الضيافة... وقد صرف قرابة خمسة عشر عاماً لانجاز «كتاب الاسئلة» بأجزائه السبعة، وهذا الكتاب قد يحمل مفاتيح عدة إلى عالمه الشاسع المسكون بالصحراء. يقول الشاعر: «أن نتساءل هو ان نكون بلا انتماء، ألا نكون في أي مكان...». السؤال هنا يرادف اللايقين، فالشاعر لا يسأل ليتحرّى عن جواب ما، والأجوبة قد تكون كامنة في الأسئلة نفسها.
يقول جابيس أيضاً موضحاً معنى السؤال: «أن تكون هو أن تسأل»، وفي يقينه ان «السؤال وحده يسيّر الفكر ومحنته».
قد يفاجأ قارئ ادمون جابيس للوهلة الأولى بالنسق الاستعادي الذي يتخلل معظم كتبه وكأن المؤلف يعيد كتابة «كتاب» واحد باستمرار. إنها الكتابة التي تتأمل في الكتابة و«الكتاب»، وتسترجع نفسها بحثاً عمّا يسميه جابيس «التعبير الصحيح»، وهرباً من أي نزعة «مرآوية» ونرجسية. في هذا الصدد يقول: «الكتابة ليست مرآة. الكتابة هي مواجهة وجه مجهول». الكتابة إذاً ليست انتماء بل تكريس للاإنتماء. إنها مجابهة لما يسمى «التخوم»: تخوم الفكر الساعي إلى «اللامفكر به» عندما لا يستطيع أن يتكيف مع الاجوبة الممنوحة، تخوم الهوية التي يجب عليها ان تمر بـ «الآخر» كي تدرك نفسها، تخوم الحياة التي هي ضحية الموت المستمر... يقول الشاعر: «بعدما أصبحت من دون انتماء، حدست بأنني انطلاقاً من هذا اللاإنتماء يجب أن أكتب». هكذا تبدو الكتابة لديه «قرين» الزمن، إنها «القرين» الذي يصنع الزمن. والتاريخ «لن يكون البتة إلا تاريخ كتاب في شفافية الايام الميتة حيث يتساقط التشابه». هكذا تغدو «الكلمة الأخيرة» كلمة لا أحد أو «الكلمة التي لا تنتمي إلى أحد»، كما يعبّر الشاعر مضيفاً: «الكلمة لم تكن إلا لتُتقاسم وتُجرّب».

### علاقاته بإسرائيل
يعتبر جابيس أن إسرائيل وطن الشتات، حيث لم يزرها قط غير مرة واحدة مع زوجته قبل حرب 1948 لإلقاء محاضرة عن الشعر الحديث مما جعله أيضا يقول صراحة ودون خجل: «إن فكرة الذهاب والعيش في إسرائيل لم تخطر ببالي قط ولعل ما وراء ذلك هو إيماني بأن الشاعر يجب أن يعيش خارج هذه الانتماءات الزائفة والتي قد يتم صبغها بشكل ديني أو عرقي أو غيره أنا أعرف وطني جيدا.. وطني هو الشعر».

### «استعارة» الصحراء
لئن بدت مفردة «كتاب» حاضرة بشدة في نصوص جابيس، فإن مفردة «صحراء» لا تقل عنها حضوراً. وقد تدل عليها مفردات أخرى تنتمي إلى حقلها مثل الرمل والغبار والسراب وسواها. الصحراء تجسد الفضاء غير المغلق ابداً حيث الكلمة تُشرَّع على جذورها وعلى الصمت الذي تحمله في قرارها. يقول جابيس: «ان نتكلم هو ان نتكئ أولاً على استعارة الصحراء، ان نُشغل بياضاً، فضاء من الغبار أو الرماد، حيث تهبّ الكلمة المنتصرة نفسها في عريها المتحرّر».
إنها صحراء المتصوفة والآباء والنساك، صحراء التأمل والصمت، صحراء الاختبار الداخلي والاشراق. وقد عاشها جابيس كحقيقة حسية وملموسة واختبرها ونام في عرائها وتأمل سماءها. يكتب عن الصحراء قائلاً: «كانت الصحراء لي بمثابة المكان المفضّل حيث أزول شخصياً. وكان غالباً ما يحصل ان أبقى وحيداً في الصحراء طوال ثمان وأربعين ساعة. لم أكن أجلب معي كتباً، بل غطاءً بسيطاً. وفي مثل هذا الصمت كنتُ أدرك مجاورة الموت في طريقة يبدو من الصعب ان تدوم أكثر». إنها الصحراء، حقيقة واستعارة في آن واحد، واقعاً ومجازاً، جسداً وروحاً، تأملاً وإشراقاً.
كتب ادمون جابيس النص الشعري فيما هو يكتب النص النثري، القصيدة عنده لا تطمح إلى الانفصال نهائياً عن النثر، والمقطوعات النثرية لا تتخلى لحظة عن خلفيتها الشعرية حتى وإن انفتحت على الفلسفة والتأمل الفلسفي أو على الدين والميتافيزيق. تتعدد الاشكال في نصوص جابيس لكن الجوهر واحد. هناك القصيدة وهناك الحكاية والنشيد والشذرة والحوار والحكمة والمرثية والغناء والفانتازيا... مثلما هناك في قلب نصوصه «تيمات» تتجدد باستمرار: الحضور الإلهي، الإنسان، الموت، الحياة، الظلمة، الفراغ، اللايقين، الحسرة، والكتابة... عالم شاسع كالصحراء تتصالح فيه الاشكال والأنواع المتناقضة، وتتآلف فيه الأفكار والتأملات واللحظات البارقة والصمت... هكذا تبدو نصوصه خارج منطق المعايير والأنواع والمدارس تجتاز حدود الأدب منفتحة على الشعر والفلسفة والتصوّف والدين، وتستخلص من حال «الهجانة» هذه نسيجاً خاصاً، متفرداً بلغته ومنفرداً بذاته.
كتب الكثير عن ادمون جابيس في فرنسا. رأى الشاعر رينه شار أن نصوصه «لا معادل لها في عصرنا». موريس بلانشو، جاك دريدا، غبريال بونور، ماكس جاكوب، بول إيلوار، هنري ميشو، ايف بونفوا، جان غرونييه وسواهم، تناولوا تجربته ورحّبوا به في فرنسا وقدّموه إلى القراء الجدد. لكن «غريباً» مثله، بل «غريباً» بجرحه ولا انتمائه، لا يستطيع إلا أن يظل غريباً. وكم أصاب الكاتب الفرنسي جان لوي جوبير عندما قال عنه: «ادمون جابيس الغريب الذي يظل غريباً».
وإن اخترق حياته حدثان «جسيمان» كان لهما أثر عميق فيه وهما وفاة شقيقته الصغيرة بين ذراعيه عندما كان في الثانية عشرة و«البربرية» النازية التي هزت كيانه، فإن المنفى الذي يرادف الاقتلاع من الوطن الأم كان له أيضاً أثر أليم ليس في حياته وشعره فقط بل في كينونته الداخلية. لكن المنفى منحه القدرة على العودة إلى أصوله المصرية ترسيخاً لهوية تبحث عن نفسها باستمرار. يقول جابيس: «نتألم جميعاً من فراغ في الهوية نحاول أن نملأه يائسين. في هذا اليأس تكمن هويتنا».
ترى متى يعود ادمون جابيس، بنصوصه وقصائده إلى القاهرة بل إلى مصر، إلى تلك «الجغرافيا» الحميمة التي سكنته حتى الرمق الأخير؟ متى تترجم أعماله إلى العربية؟ متى تسقط عنه لعنة السياسة التي جعلته كائناً هائماً بلا وطن ولا أرض، كائناً لم يملك في هذا العالم سوى اللغة وطناً وأرضاً وبيتاً؟

## أعماله
وضع جابيس في مصر أحد عشر ديواناً شعرياً باللغة الفرنسية أبرزها ديوان «أغانٍ لوجبة الشعير» (1943) Chansons pour le repas d’ogre، و«بنيت مسكني» (1943) Je bâtis ma demeure، و«عن بياض الكلمات وسواد الدلالات» (1953) Du Blanc des mots et du noir des signes. وتميز نتاج جابيس في هذه الفترة بتعلقه بالقيم الإنسانية الكونية التي نظَّرت لها فلسفة عصر التنوير في فرنسة. أمَّا على مستوى الشكل فتندرج الكتابات الأولى في تيار الإبداعية (الرومانسية) الجديدة. لكن بدءاً من عام 1950 يبدو التأثُّر بالسريالية واضحاً وخاصة بالشاعر الفرنسي پول إيلوار الذي وضع عنه جابيس عام 1955 كتاباً نقدياً.
وفي فرنسا صدر لجابيس ما يقرب من عشرين كتاباً، يدور معظمها حول سؤالين جوهريين: الكتابة والهوية اليهودية. فقد شكلت روح العداء للسامية التي لقيها في فرنسة صدمة دفعته إلى طرح السؤال عن هويته العصيّة على التعيين، وعن كيفية التعبير عن قلقه هذا بوساطة كتابة تتجاوز الشعر والنثر، وتتجاوز الأجناس الأدبية التقليدية لتصل إلى كتابة قلقة هي الأخرى، وهذا ما يظهر في أهم أعماله على الإطلاق «كتاب الأسئلة» Le livre des questions وهو من سبعة أجزاء صدرت تباعاً بين 1963 و1976.

## أقوال عنه جابيس
يقول الشاعر الفرنسي الشهير بول إيلوار: «منذ أن عرفت جابيس عام 1937 عرفت فيه شخصا وهب نفسه للشعر.. للفكر وللحب.... والحب عند جابيس له مقاييس مختلفة ومغايرة لفكرة البشر فالحب عنده هو حب لكل البشر ودواء لكل الجروح.. جابيس حالم ونقي ويسبق قيم عصره الشعرية ويضع روائح وعطور وتوابل فوق كلماته موطنها مصر والشمس الساطعة دوما خلف أحجار الزمن التي تحكي حواديت تلك الوطن الحقيقي».

## وصلات خارجية
- إدمون جابيس على موقع أرشيف الشارخ.
- إدمون جابيس على موقع إن إن دي بي (الإنجليزية)
- إدمون جابيس على موقع ديسكوغز (الإنجليزية)
- قصائد لإدمون جابيس مترجمة للعربية
- EPC Jabès Homepage @ the Electronic Poetry Center